# 12496 Ekholm
12496 Ekholm (1998 FF9) là một tiểu hành tinh vành đai chính được phát hiện ngày 22 tháng 3 năm 1998 bởi Spacewatch ở Kitt Peak.